# POISON GIRL BAND
POISON GIRL BAND（ポイズンガールバンド）は、吉本興業に所属する日本のお笑いコンビ。略称は「ポイズン」。2000年7月結成、2020年を最後にコンビとしての活動は休止している（後述）。『M-1グランプリ』2004・2006・2007ファイナリスト。

## メンバー
阿部 智則（あべ とものり、1979年8月29日 - ）（45歳）
ボケ（便乗ツッコミ）担当、立ち位置は向かって左。

吉田 大吾（よしだ だいご、1979年4月4日 - ）（46歳）
ツッコミ（便乗ボケ）・ネタ作り担当、立ち位置は向かって右。

## 来歴
主によしもと本物流「ロンドンブーツの天下取り指南」より抜粋。コンビ名は、阿部の出した100個以上の案から選んだ3つを合わせたものが由来。
NSC東京校4期出身。1998年7月、NSCへ入学して3ヶ月経った頃に周囲の勧めで、吉田から阿部を誘ってコンビ結成。複雑なコンビ乗り換えをしていた阿部を吉田が救う形になる。同年8月、コンビ結成から1ヶ月で銀座7丁目劇場で初舞台を経験。同期からMVPを決める大会で2位という好成績を収めた。
1999年1月、吉田の「ボケになりたい」という理由から一度コンビを解散。その際に吉田はツッコミ候補の同期と既に仲良くしており、阿部に電話でそれを伝えた。同年3月、お互い別々のコンビでNSCを卒業。吉田は「ももいろ」、阿部は「積木」を組んでいた。同年7月、「ももいろ」は上手くいかず解散。7月下旬、吉田自ら「積木」への加入を希望し阿部は快く承諾してトリオになるも、1回だけ活動してすぐ解散した。メンバーは解散に伴い3人揃って芸人を引退。吉田はフリーター、阿部は徐々に引きこもりとなる。ちなみにその時のトリオ名は「美輪明宏やおっぱい」として事務所に提出しようとしたものの、間違えて「美輪明宏やおっぱん」と書いてしまいそのままこのトリオ名になった。
2000年7月、諦めきれなかった吉田は阿部を競馬場に呼び出してコンビを再結成。そのため2000年結成とされる。その後、ルミネtheよしもとのゴングショーで初めて勝ち上がった。
2004年1月、『お笑いカウントダウンTV』（TBSテレビ）でテレビ初出演（しかし阿部は「山根」と誤植テロップを入れられた）。同年、『M-1グランプリ2004』で決勝戦初進出を決める。
2005年9月、マクドナルドのCMナレーションに抜擢され動物の声を担当。
2007年4月、『ヨシモト∞』（ヨシモトファンダンゴTV）水曜2部のナビゲーターを務める。同年7月、神保町花月のこけら落し公演「ハッピーな片想い」にて座長を務める。
2008年3月、神保町花月「声〜黒松病院〜(脚本：お〜い!久馬（ザ・プラン9）)」において主演を担う。
2013年7月9日放送『芸人報道 2013年に入ってテレビ出演0本!今年初めてテレビに出る芸人大集合SP!』（日本テレビ）へ出演、M-1グランプリファイナリストでもある彼らの登場はレギュラー陣を驚かせた。阿部は2年前の2011年に『芸人報道』に出て以来テレビ出演していないかもと発言。現在は月に数本の舞台のみの出演であること、吉田は個人でラジオの帯番組を持ちなんとか生計を立てている状況を明かした。
2021年6月22日、YouTubeチャンネル「よしもと中尾班YouTube劇場」内にて投稿された動画に吉田が出演。その中で2017年からコンビとしての活動は殆どされておらず、現在に至るまで活動休止状態である旨が明かされた。理由として阿部がコンビでの活動に対して意欲が低下してしまい、活動休止の申し出があったことを挙げている。なおかつてからレギュラーだった『シャキーン!』（NHK Eテレ）にはコンビとして継続的に出演していたが、2020年3月を以て阿部のみが降板。以降、コンビとしての活動はメディア・舞台含め一切行われていない。

## エピソード

### M-1グランプリ
- 『M-1グランプリ』におけるPOISON GIRL BANDの最大の特徴として「予選から決勝戦まで毎回ネタを変えて挑んでいた」事が挙げられる（吉田はそれを「吉田ルール」と称している）[3]。通常、『M-1』に限らずお笑いの賞レースに関しては「準決勝はもっとも自信があるネタで挑み、決勝1本目（ファーストラウンド）はその準決勝ネタを披露する」のが常道となっている為、当時から毎予選「新ネタ縛り」で挑む彼らのスタイルは異端であった[3]。吉田はこのスタイルを最後まで貫いた理由として「予選でどんなにウケてても、次も同じネタをやるのは、なんか怖いんです。同じお客さんがいたら飽きられるかな、とか」と述べている[4]。しかし、決勝戦には通算で3度出場（後述）しているが、いずれも低調な成績に終わっており、自ら決めたルールが良い方向へ機能しているとは言い難かった。放送作家であり、『M-1』の予選審査員を務めている倉本美津留も「（ネタのチョイスを）ミスったコンビで象徴的なのがポイズンやな。彼らは三回も決勝に出てるんですけど、持ちネタの出し順で損をしている感じでしたね。ほんまは、天才なんですけどね」とこの吉田ルールを惜しむ発言をしている[4]。
- 2006年の決勝戦において、この年審査員を務めた渡辺正行は大会後、自身のブログで同年最下位の原因の1つとしてネタ順がトップバッターであったことを指摘し、「俺は、謝らなければいけない。低い点数（75点）つけすぎた」「君達は、最下位の点数じゃない」とコメントしている[5]。
- 2007年の決勝戦においては登場前のVTR内にて、前年『M-1』史上初となるアマチュアでの決勝戦進出を果たした変ホ長調以下の成績だったことに、かなりのショックを受けたシーンが放送された（この年の彼らのキャッチフレーズもその状況に併せたものであった）。ネタ後に阿部が「漫才の神様が見えた」と発言するも、健闘虚しく結果は2年連続最下位に終わった。
- 2008年以降も出場し続けたが、大会が一旦終了する2010年まで全て準決勝敗退に終わる。
- 島田紳助は2010年放送の『行列のできる法律相談所』（日本テレビ）にて、客席に向かって「M-1でたまにつまらないコンビおるでしょ。あれは（M-1決勝当日が）たまたまつまらなかっただけ」とPOISON GIRL BANDを連想させるコメントをした。また、松本人志（ダウンタウン）は『放送室』（TOKYO FM）にて「トップバッターでやるようなスタイルではない。オレが（M-1の）ネタ順を決められるなら、ポイズンをわざわざトップバッターやそれに近い順番にしない」、今田耕司は2022年放送の『ザ・ベストワン』（TBSテレビ）にて「（M-1で）あいつら毎回、トップバッターやそれに近い順番でネタをして、2年連続最下位だったけど5番目以降にネタをしていたら結果が変わっていたかもしれない。準決勝を1回見たことがあってその時に後半でネタを披露して、オードリーやサンドウィッチマンと共にウケていた[6]」とコメントした。このようにM-1直後、多くのお笑いの著名人からフォローのコメントがあった。
- 2010年までの『M-1』は出場資格が「結成10年以内」のコンビであったため、『M-1グランプリ2010』では規定上のラストイヤーでもあったが、大会自体が5年ぶりに復活した2015年からは「結成15年以内」に延長されたため、『M-1グランプリ2015』でもラストイヤーとして出場。ここでも準決勝敗退に終わり、2007年以来の決勝戦進出は果たせなかった。吉田は自分の中で「『M-1』は2010年に終わった」と感じており、ラストイヤーの出場には決して前向きでは無かったが、反対に阿部がエントリーに前向きだった為、この年はネタを全て阿部に任せていたという[7]。倉本曰くこの年のPOISONの漫才は3回戦から観ていて最高の仕上がりであり「準決勝もトップで抜けるのでは」という思いを抱いていたが、準決勝はそれまでとは違うタイプのネタをやってウケず、敢え無く落選してしまい、「あれ（準々決勝までのネタ）を準決勝でやってれば決勝でも最後の3組まで残ったんちゃうかな。優勝するかも、と思ったぐらい」と先述と同様にネタが変更された事を悔やむコメントを残している[4]。この事について吉田は準決勝のネタの選択も阿部に任せた所、阿部が準々決勝までとは違うタイプのネタを提示したためそれに従ったといい、「僕に気遣って吉田ルールを採用したのかな」と述懐している[8]。

## 賞レース成績・受賞歴など

### M-1グランプリ（成績）
2002年大会から出場。2000年7月結成扱いのため、2015年大会まで出場可能だった。
| 年     | 結果       | エントリーNo. | 決勝戦キャッチコピー   | 備考                                          |
| ------ | ---------- | ------------- | ---------------------- | --------------------------------------------- |
| 2002年 | 3回戦敗退  |               |                        |                                               |
| 2003年 | 準決勝敗退 | 236           |                        |                                               |
| 2004年 | 決勝6位    | 2604          | 支離滅裂のアーティスト |                                               |
| 2005年 | 準決勝敗退 |               |                        |                                               |
| 2006年 | 決勝9位    | 3913          | 暴走する異次元漫才     |                                               |
| 2007年 | 決勝9位    | 4230          | 屈辱からの脱出         |                                               |
| 2008年 | 準決勝敗退 | 4483          |                        |                                               |
| 2009年 | 準決勝敗退 | 4620          |                        |                                               |
| 2010年 | 準決勝敗退 | 4825          |                        | 規定上のラストイヤー、予選19位                |
| 2015年 | 準決勝敗退 | 1116          |                        | 2度目のラストイヤー、予選20位、敗者復活戦14位 |

### その他
- 2011年 日清食品 THE MANZAI 2011 本選サーキット敗退
- 2014年 日清食品 THE MANZAI 2014 ワイルドカード決定戦敗退

## 出演作品

### 過去の出演

#### レギュラー番組
- メンB（日本テレビ、2004年4月 - 2005年3月）
- 少女B（日本テレビ、2005年4月 - 9月）
- ヨシモト∞ 水曜日 2部ナビゲーター

#### 単発出演
- 爆笑オンエアバトル（NHK総合）戦績1勝3敗 最高377KB
- キャナガワ（テレビ神奈川）
- エンタの神様（日本テレビ）キャッチコピーは「新世代の異端児」
- 笑いの金メダル（朝日放送）
- 大笑点（日本テレビ）
- お笑い登龍門（フジテレビ）
- NANDA!?（テレビ朝日）
- ザ・イロモネア（TBS、2006年3月1日）4thステージ敗退
- 失恋保険〜女の安心保障〜（テレビ東京、2006年）
- 株式投資バラエティ 株って行こう!（casTY、吉田のみ）
- ゼベック・オンライン（TOKYO MX、2005年1月10日）
- お笑いDynamite!（TBSテレビ、2007年12月28日）キャッチコピーは「脱力系 不思議ワールド」
- U・LA・LA@7（TOKYO MX） - 『よしもとうららちゃん』コーナー
- めちゃ×2イケてるッ!（フジテレビ、2010年6月12日） - 『歌がへたな王座決定戦』コーナー
- EXILE魂（TBSテレビ、2010年10月24日）
- 芸人報道（日本テレビ、2013年7月9日）- 『今年に入ってから地上波出演本数0本芸人登場!』にて出演
- Cygames THE MANZAI 2015プレマスターズ（フジテレビ、2015年12月12日）
- 昼のセント酒 第十一湯 高円寺 小杉湯からの焼肉（テレビ東京 2016年、阿部のみ）
- バナナマンの爆笑ドラゴン（NHK総合、2017年12月30日）
- にちようチャップリン （テレビ東京、2017年8月6日）
- 街録ch〜あなたの人生、教えて下さい〜（YouTube番組 2021年、吉田のみ）

### ラジオ
- SCHOOL OF LOCK!（TOKYO FM、2012年4月2日 - 2014年10月2日、吉田のみ）

### CM（声の出演）
- 日本マクドナルド
  - 「グラコロ（グラタンコロッケバーガー） 冬眠中のクマ」（2005年、2008年）
  - 「てりたまバーガー 春のうぐいす」（2006年 - 2009年）
  - 「月見バーガー 月の中のウサギ」（2007年 - 2008年）

### 神保町花月
- 「ハッピーな片想い」（座長） 2007年7月7日〜17日
- 「ヒロイック・シンドローム」 2008年1月29日〜2月3日
- 「声 〜黒松病院〜」（座長） 2008年3月11日〜16日
- 1周年記念前夜祭イベント!! 2008年7月7日
- 1周年記念公演 「バーバー風林〜失恋理髪店〜」 2008年7月13日〜14日
- 「かくれんぼ」（吉田のみ脚本で参加） 2008年9月17日〜21日
- 「ミックスナッツ#1〜ナッツ・ミート・ナッツ〜」（座長） 2008年9月30日〜10月5日
- 「やさしい生きもの」 2009年2月10日〜15日
- 「前夜じゃ! 〜東京シュール5〜」（阿部出演、吉田脚本とカメオ出演） 2009年5月25日〜31日
- 2周年記念公演 「UNSUNG HEROES〜謳われることのない英雄たち〜」 2009年7月7日〜11日
- 東京大吾組公演「君の瞳がまぶしくて…」（吉田のみ）2009年9月28日〜10月5日
- 「吹き荒れろ俺たちの春イチバン」（座長）2009年10月28日〜11月2日
- 「Christmas concert in 神保町花月」（吉田のみ）2009年12月22日〜24日
- 「10年企画ボーイズ〜後編〜ポチ袋のエクスタシー」2010年1月2日〜4日
- 「あのロックスターはギターが弾けなかった…」（吉田のみ脚本で参加）2010年4月21日〜27日
- 「RYOMA!」2010年5月7日-5月12日
- 「インコンプリートボーイズ#3」 （2010年7月31日のみゲスト出演）
- 東京大吾組公演「金魚鉢」（吉田のみ）2010年8月31日〜9月3日
- 「なんとなく地獄」（座長）2010年11月2日-11月7日
- 「その島、気になる島」（2011年1月22日のみ吉田がゲスト出演）
- 「パーフェクト・ライフ#1天命という名の災難」2011年4月5日〜10日
- 「パーフェクト・ライフ#2運命という名の残酷」2011年5月17日〜22日
- 神保町花月200回公演「バルボラーチョの夜は続く」（2011年5月29日2回目公演のみゲスト出演）
- 「パーフェクト・ライフ#3宿命という名の結末」2011年6月14日〜16日、18日、19日
- 「四季」（吉田脚本、座長）2011年7月26日〜29日
- 「肉糞華劇団〜帝都童貞朝焼物語〜」（2011年11月7日のみ、阿部がゲスト出演）
- 「flower」（座長）2012年4月3日〜5日、7日、9日
- 「肉糞華劇団〜鶴の捨て穴〜」（2012年10月27日、1回目公演のみ阿部がゲスト出演）
- 「男祭り、女シンデレラ」（座長）2013年7月9日、11日〜14日
- 肉糞亭特別公演「肉糞華劇団 〜HOT夏子のおさがり制服シミ黄バミ。〜」2014年3月4日〜10日（阿部のみ）
- 「俺たちは遊ぶ、俺たちは死ぬ」2014年9月3日〜7日

### その他
- Wii Fitでダレがイチバン燃焼できるか対決!! - Wiiのみんなのニンテンドーチャンネルにて配信